# Oikofobia
La oikofobia (griego: oîkos, 'casa, hogar' + phóbos, 'miedo'; relacionado con domatofobia y ecofobia) es una aversión al entorno hogareño, o un miedo anormal (fobia) al hogar.
En psiquiatría, el término también se usa de manera más estricta para indicar una fobia al contenido de una casa: "miedo a los electrodomésticos, equipos, bañeras, productos químicos domésticos y otros objetos comunes en el hogar". Por el contrario, la domatofobia se refiere específicamente al miedo a una casa en sí.
El término se ha utilizado en contextos políticos para referirse críticamente a ideologías políticas que se considera que repudian la propia cultura y elogian a las demás. Uno de esos usos prominentes fue el de Roger Scruton en su libro de 2004 England and the Need for Nations .
En 1808, el poeta y ensayista Robert Southey usó la palabra para describir un deseo (particularmente por parte de los ingleses) de salir de casa y viajar. El uso de Southey como sinónimo de pasión por los viajes fue recogido por otros escritores del siglo XIX.

## En psiquiatría
En el uso psiquiátrico, la oikofobia puede referirse estrictamente al miedo al espacio físico del interior de la casa, donde está especialmente relacionado con el miedo a los electrodomésticos, baños, equipos eléctricos y otros aspectos del hogar que se perciben como potencialmente peligrosos. En este contexto psiquiátrico, el término se aplica correctamente al miedo a los objetos dentro de la casa, mientras que el miedo a la casa misma se conoce como domatofobia.
En la era posterior a la Segunda Guerra Mundial, algunos comentaristas utilizaron el término para referirse a un supuesto "miedo y aversión por las tareas del hogar" que experimentaban las mujeres que trabajaban fuera del hogar y que se sentían atraídas por un estilo de vida consumista.

## Uso político
En su libro de 2004 England and the Need for Nations, el filósofo británico Roger Scruton adaptó la palabra para significar "el repudio de la herencia y el hogar". Argumenta que es "una etapa por la que normalmente pasa la mente adolescente", pero que es una característica de algunos impulsos e ideologías políticas, típicamente izquierdistas, que defienden la xenofilia, es decir, la preferencia por culturas extranjeras.
 

Scruton usa el término como la antítesis de la xenofobia. En su libro Roger Scruton: Filósofo en Dover Beach, Mark Dooley describe la oikofobia como centrada dentro del establecimiento académico occidental en "tanto la cultura común de Occidente como el antiguo plan de estudios educativo que buscaba transmitir sus valores humanos". Esta disposición ha surgido, por ejemplo, de los escritos de Jacques Derrida y del "asalto de Michel Foucault a la sociedad burguesa" que resultó en una "anticultura'' que apuntó directamente a las cosas santas y sagradas, condenándolas y repudiéndolas como opresivas y dominadas por el poder". Continúa: 
Derrida es un oikófobo clásico en la medida en que repudia el anhelo de hogar que satisfacen las tradiciones teológicas, legales y literarias occidentales... La deconstrucción de Derrida busca bloquear el camino hacia esta "experiencia central'' de pertenencia, prefiriendo en cambio una existencia fundada "sobre nada".
Una aversión extrema a lo sagrado y la frustración de la conexión de lo sagrado con la cultura de Occidente se describe como el motivo subyacente de la oikofobia; y no la sustitución del judeocristianismo por otro sistema coherente de creencias. La paradoja del oikofóbico parece ser que cualquier oposición dirigida a la tradición teológica y cultural de Occidente debe fomentarse incluso si es "significativamente más parroquial, exclusivista, patriarcal y etnocéntrica". Scruton describe "una forma crónica de oikofobia [que] se ha extendido por las universidades estadounidenses, bajo la apariencia de corrección política".
Algunos comentaristas políticos estadounidenses han retomado el uso de Scruton para referirse a lo que ven como un rechazo de la cultura estadounidense tradicional por parte de la élite liberal. En agosto de 2010, James Taranto escribió una columna en el Wall Street Journal titulada "Oikofobia: Por qué la élite liberal encuentra a los estadounidenses rebelándose", en la que critica a los partidarios del propuesto centro islámico en Nueva York como oikofóbicos que defienden a los musulmanes y tienen como objetivo "explotar la atrocidad del 11 de septiembre".
En los Países Bajos, el término oikofobia ha sido adoptado por el político y escritor Thierry Baudet, que describe en su libro, Oikophobia: The Fear of Home.

## Uso de Southey
En sus Letters from England (1808), Robert Southey describe la oikofobia como un producto de "cierto estado de civilización o lujo", refiriéndose a la costumbre de las personas adineradas de visitar los balnearios en los meses de verano. También menciona la moda de los viajes pintorescos a paisajes salvajes, como las tierras altas de Escocia.
 

El vínculo de Southey de la oikofobia con la riqueza y la búsqueda de nuevas experiencias fue retomado por otros escritores y citado en diccionarios. Un escritor en 1829 publicó un ensayo sobre su experiencia al presenciar las secuelas de la Batalla de Waterloo, diciendo: 
[E]l amor por la locomoción es tan natural para un inglés, que nada puede encadenarlo a casa, excepto la absoluta imposibilidad de vivir en el extranjero. Sin una necesidad tan imperiosa actuando sobre mí, cedí el paso a mi oicofobia, y el verano de 1815 me encontró en Bruselas.
En 1959, el autor anglo-egipcio Bothaina Abd el-Hamid Mohamed utilizó el concepto de Southey en su libro Oikophobia: or, una locura literaria por la educación a través de los viajes .